# 李秋君
李秋君（1899年—1971年），名祖云，字秋君，以字行，斋名欧湘馆，别署欧湘馆主，海派女画家、国画教育家，张大千女弟子和红颜知己，曾任中国女子书画院院长。

## 生平
李秋君是海派女画家第一人，生于上海，祖籍浙江宁波府镇海县，出自小港李家，谱名祖云，是小港李家第四代“祖”字辈成员。
早年先随家族中长兄习画。毕业于上海上务本女子中学。后随张大千学画，画技飞跃。1927年与海派诸家在上海创办“艺苑”。1929年加盟蜜蜂画社。任中国画会唯一女理事。1933年结社创中国女子书画院，任首任院长。先后任教于上海美术专科学校、新华艺术大学、中华文艺学校，任上海美术专门学校讲师、国立美术学校教授、上海美术研究院院长，教授书法、国画。又任上海災童教养所任所长兼校长。抗日战争时期1937年任上海抗日后援会征摹主任。
1949年后任中国美术家协会会员，中国美术家协会上海分会理事，上海中国画院画师，上海市文史馆研究员，上海市妇联执行委员，中国民主同盟上海市委委员。1962年，当选上海市人大代表。终身未嫁，与丹青为伴，人称张大千第一红颜知己和女弟子，海派第一女画家。